# 이견직
이견직(1966년 ~ )은 대한민국의 경영학자이자 한림대학교 경영학과 교수이다. 서강대학교에서 경영학사 학위를, 한국과학기술원에서 경영과학 석사 및 경영공학 박사 학위를 취득하였다.
주요 저서로는 생명경영원칙, 의료경영학, 임팩트 비즈니스, 전략적 의료운영관리 등이 있다. 